# Longecourt-en-Plaine
Longecourt-en-Plaine – miejscowość i gmina we Francji, w regionie Burgundia-Franche-Comté, w departamencie Côte-d’Or.
Według danych na rok 1990 gminę zamieszkiwały 1023 osoby, a gęstość zaludnienia wynosiła 102 osoby/km² (wśród 2044 gmin Burgundii Longecourt-en-Plaine plasuje się na 225. miejscu pod względem liczby ludności, natomiast pod względem powierzchni na miejscu 931.).